# 도널드 트럼프 반대 시위
트럼프 반대 시위는 도널드 트럼프가 2016년 미국 대통령 선거에 출마하는 것에 대한 반대로부터 시작된 시위이다. 대통령 당선 후 취임에 반대하는 시위, 취임후 권한 사용에 반발한 퇴진 촉구 시위도 포함된다.